# تحليل التباين الأحادي
تحليل التباين الأحادي (بالإنجليزية: one-way analysis of variance)‏ ويرمز له اختصار بـ ANOVA، واختبار معلمي يستخدم للمقارنة بين المتوسطات أو التوصل إلى قرار يتعلق بوجود أو عدم وجود فروق بين متوسطات الأداء عند المجموعات التي تعرضت لمعالجات مختلفة بهدف التوصل إلى العوامل التي تجعل متوسط من المتوسطات يختلف عن المتوسطات الأخرى.

## الهدف من تحليل التباين الأحادي
مقارنة متوسطات متغير كمي يسمى المتغير التابع في كل فئة من فئات متغير عاملي واحد.

## سبب التسمية
لأنه يهدف إلى دراسة أثر متغير مستقل واحد أو عامل واحد على متغير تابع.

## سبب الاستخدام
بدلا من استخدام اختبار ت للعينات المستقلة لما يترتب عليه من (1) كثرة المقارنات اللازمة. (2) زيادة الخطأ من النوع الأول.

## متطلبات التحليل
1. أن يكون المتغير المستقل تصنيفي ويقع ضمن المقياس الاسمي.
2. أن يكون المتغير المستقل واحدا، وإلا تحول إل تحليل التباين الثنائي.
3. أن يكون المتغير التابع كميا ويقع ضمن مقياس المسافة أو النسبة.
4. أن يكون المتغير التابع واحدا، وإلا تحول إلى تحليل التباين المتعدد.

## افتراضات تحليل التباين الأحادي
1. استقلالية درجات المتغير التابع عن بعضها: أي أن تعيين أي فرد في مجموعة من المجموعات لن يؤثر بطريقة أو بأخرى على كيفية اختيار الأفراد الآخرين أو تعيينهم في المجموعات الأخرى من المجتمع. ويتم التحقق من هذا الافتراض عن طريق تحقق التوزيع العشوائي والتعيين العشوائي لأفراد العينة.
2. اعتدالية توزيع درجات المتغير التابع لكل مجموعة: أي أن درجات المتغير التابع لكل مجموعة موزعة توزيعا اعتداليا وتأخذ الشكل الاعتدالي الطبيعي لأفراد المجتمع، ويتم التحقق من هذا الافتراض عن طريق الرسم (المدرج التكراري أو المنحنى) أو حساب معاملات الالتواء والتفلطح.
3. تجانس تباين المتغير التابع لكل مجموعة: أي أن كل مستوى من مستويات المتغير المستقل يجب أن يؤثر على كل فرد من أفراد العينة بنفس الطريقة، وهذا سوف لا يؤدي إلى تغيير التباين داخل المجموعة لأفراد المجتمع. ويتم التحقق من هذا الافتراض عن طريق اختبار ليفين أو هارتلي أو كوهران.

## الفرضيات
- الفرضية الصفرية: لا يوجد فروق بين متوسطات المجموعات في المجتمع.
- الفرضية البديلة: يوجد متوسط مجموعة واحدة على الأقل يختلف عن متوسطات باقي المجموعات في المجتمع.

## مثال على سؤال بحثي
هل توجد فروق ذات دلالة إحصائية في الاتجاه نحو استخدام الحاسوب في التعليم بين مجموعة الأفراد ذوي الدخل المرتفع وذوي الدخل المتوسط وذوي الدخل المنخفض.

## الكشف عن قيمة ف
للكشف عن قيمة ف فإنه يستخدم جدول (ف) الإحصائي بدلالة درجة حرية بين المجموعات للبسط، ودرجة حرية داخل المجموعات للمقام.

## وصلات خارجية
- تحليل التباين: من موقع محمد شكري الجماصي.
- مدونة الإدارة التربوية: تحليل التباين.